# Synallaxe de Des Murs
Sylviorthorhynchus desmursii
Espèce
Répartition géographique
Statut de conservation UICN

 LC  : Préoccupation mineure
Le Synallaxe de Des Murs (Sylviorthorhynchus desmursii) est une espèce de passereaux de la famille des Furnariidae.

## Nomenclature
Son épithète spécifique, desmursii, commémore l'ornithologue français Marc Athanase Parfait Œillet Des Murs, descripteur de l'espèce.

## Répartition
Le Synallaxe de Des Murs vit au Chili et dans l'ouest de l'Argentine.

## Habitat
Il habite les fourrés denses de bambous Chusquea dans les forêts tropicales fraîches tempérées fraîches, du niveau de la mer jusqu'à 1 200 mètres, mais également dans les zones de Myrtaceae, notamment Amomyrtus (es), dans les milieux d'ajonc dans l'extrémité nord de son aire de présence. Même dans les forêts tropicales il ne vole jamais à plus de 3 mètres au-dessus du sol.